# 김태형 (2006년)
김태형(2006년 12월 15일 ~ )은 KBO 리그 KIA 타이거즈의 투수이다.

## KIA 타이거즈시절
2025년에 입단하였다. 2025년 6월 24일 키움 히어로즈와의 경기에 출전하며 데뷔 첫 경기를 치렀고, 경기에서 1이닝 1볼넷 무실점을 기록했다.

## 출신 학교
- 광주서림초등학교(전학) -> 화순초등학교(졸업)
- 화순중학교(전학) -> 거원중학교(졸업)
- 덕수고등학교